# Saint-Léonard (Vosges)
Pour les articles homonymes, voir Saint-Léonard.
Saint-Léonard ([sɛ̃leonaʁ], en vosgien de la montagne [sɛ̃linɑː]) est une commune française située dans le département des Vosges en région Grand Est.
Ses habitants sont appelés les Léonardiens.

## Géographie

### Géologie et relief
La commune de Saint-Léonard occupe un territoire allongé, traversé en son centre par la Meurthe en aval d'Anould et en amont de Saulcy. Son point culminant est à sa pointe occidentale, près de La Houssière, dans le massif du Haut Jacques. Les hameaux et écarts se nomment la Bellegoutte, Contramoulin, Girompaire, Sarupt, Mardichamp, Claingoutte et Vanémont. C'est à 485 m d'altitude que naît le Taintroué avant de traverser Taintrux.
Saint-Léonard est une 201 communes réparties sur quatre départements : les Vosges, le Haut-Rhin, le Territoire de Belfort et la Haute-Saône du parc naturel régional des Ballons des Vosges.
Saint-Léonard est reliée au village de Mandray par le hameau de Mardichamp.

### Sismicité
Commune située dans une zone 3 de sismicité modérée.
| Taintrux     | Saulcy-sur-Meurthe | Entre-deux-Eaux |
| La Houssière | Saint-Léonard      | Mandray         |
| La Houssière | Anould             | Mandray         |

### Hydrographie et les eaux souterraines
Hydrogéologie et climatologie : Système d’information pour la gestion des eaux souterraines du bassin Rhin-Meuse :
Territoire communal : Occupation du sol (Corinne Land Cover); Cours d'eau (BD Carthage),
Géologie : Carte géologique; Coupes géologiques et techniques,
 Hydrogéologie : Masses d'eau souterraine; BD Lisa; Cartes piézométriques.
La commune est située dans le bassin versant du Rhin au sein du bassin Rhin-Meuse. Elle est drainée par la Meurthe, la Mortagne, le ruisseau de l'Anoux, le ruisseau le Taintroué et le ruisseau de Sarupt,.
La Meurthe, d'une longueur totale de 160,6 km, prend sa source dans la commune du Valtin et se jette dans la Moselle à Pompey, après avoir traversé 53 communes.
La Mortagne, d'une longueur totale de 74,6 km, prend sa source dans la commune  et se jette dans la Meurthe à Mont-sur-Meurthe, après avoir traversé 26 communes.
Le ruisseau de l'Anoux, d'une longueur totale de 12,4 km, prend sa source dans la commune d'Anould et se jette dans la Meurthe à Saulcy-sur-Meurthe.
Le Taintroué, d'une longueur totale de 14,5 km, prend sa source dans la commune  et se jette dans la Meurthe à Saint-Dié-des-Vosges, après avoir traversé trois communes.

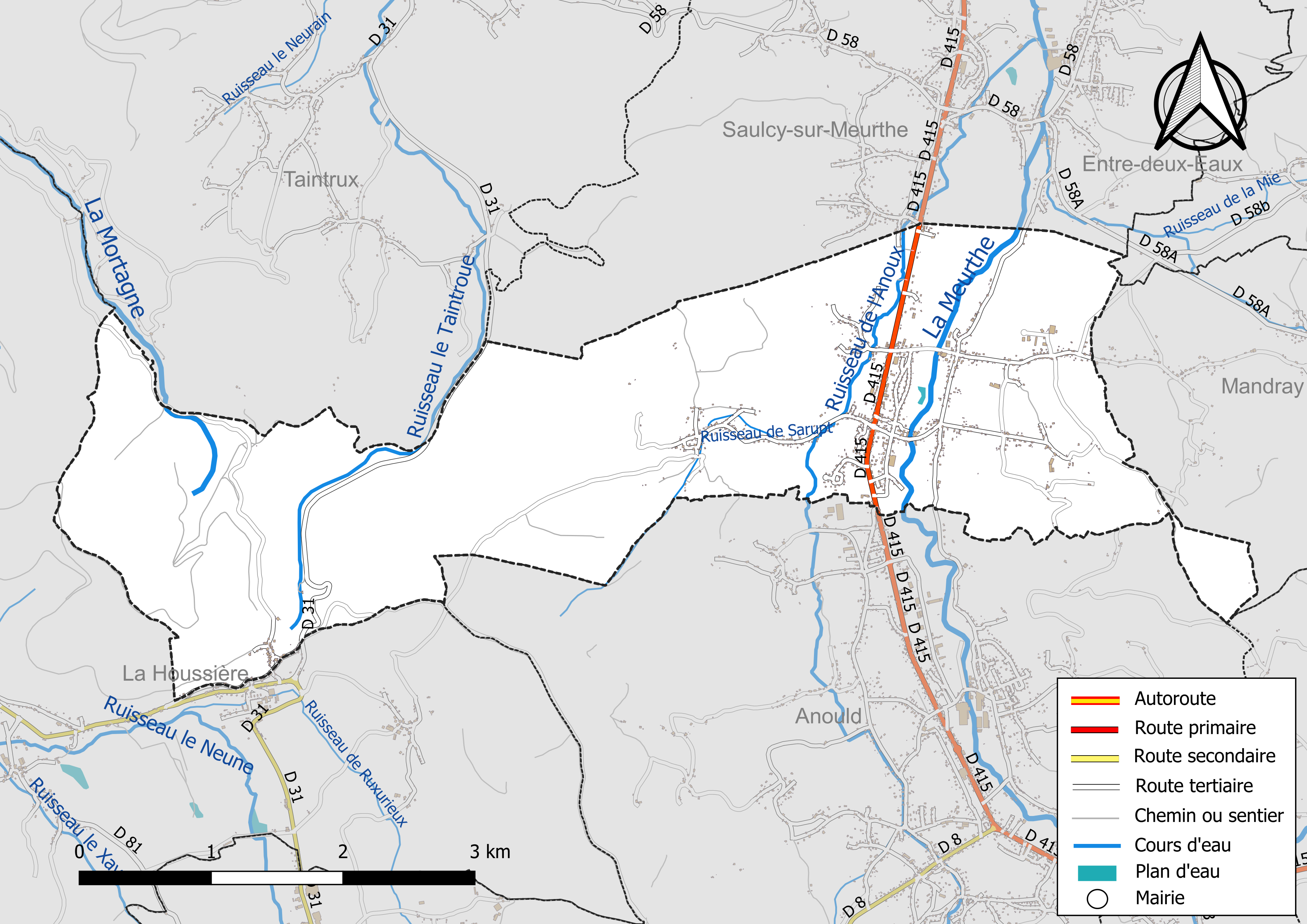
Réseaux hydrographique et routier de Saint-Léonard.

La qualité des eaux des cours d’eau peut être consultée sur un site dédié géré par les agences de l’eau et l’Agence française pour la biodiversité.

### Climat
Pour des articles plus généraux, voir Climat du Grand Est et Climat des Vosges.
En 2010, le climat de la commune est de type climat de montagne, selon une étude du Centre national de la recherche scientifique s'appuyant sur une série de données couvrant la période 1971-2000. En 2020, Météo-France publie une typologie des climats de la France métropolitaine dans laquelle la commune est exposée à un climat semi-continental et est dans la région climatique  Vosges, caractérisée par une pluviométrie très élevée (1 500 à 2 000 mm/an) en toutes saisons et un hiver rude (moins de 1 °C). 
Pour la période 1971-2000, la température annuelle moyenne est de 9,2 °C, avec une amplitude thermique annuelle de 16,8 °C. Le cumul annuel moyen de précipitations est de 1 154 mm, avec 12,8 jours de précipitations en janvier et 10,6 jours en juillet. Pour la période 1991-2020, la température moyenne annuelle observée sur la station météorologique de Météo-France la plus proche, « Ban-de-Sapt », sur la commune de Ban-de-Sapt à 15 km à vol d'oiseau, est de 10,3 °C et le cumul annuel moyen de précipitations est de 1 027,3 mm. 
La température maximale relevée sur cette station est de 36,9 °C, atteinte le 7 août 2015 ; la température minimale est de −17 °C, atteinte le 19 décembre 2009,,. 
Les paramètres climatiques de la commune ont été estimés pour le milieu du siècle (2041-2070) selon différents scénarios d'émission de gaz à effet de serre à partir des nouvelles projections climatiques de référence DRIAS-2020. Ils sont consultables sur un site dédié publié par Météo-France en novembre 2022.

### Voies de communications et transports

#### Voies routières

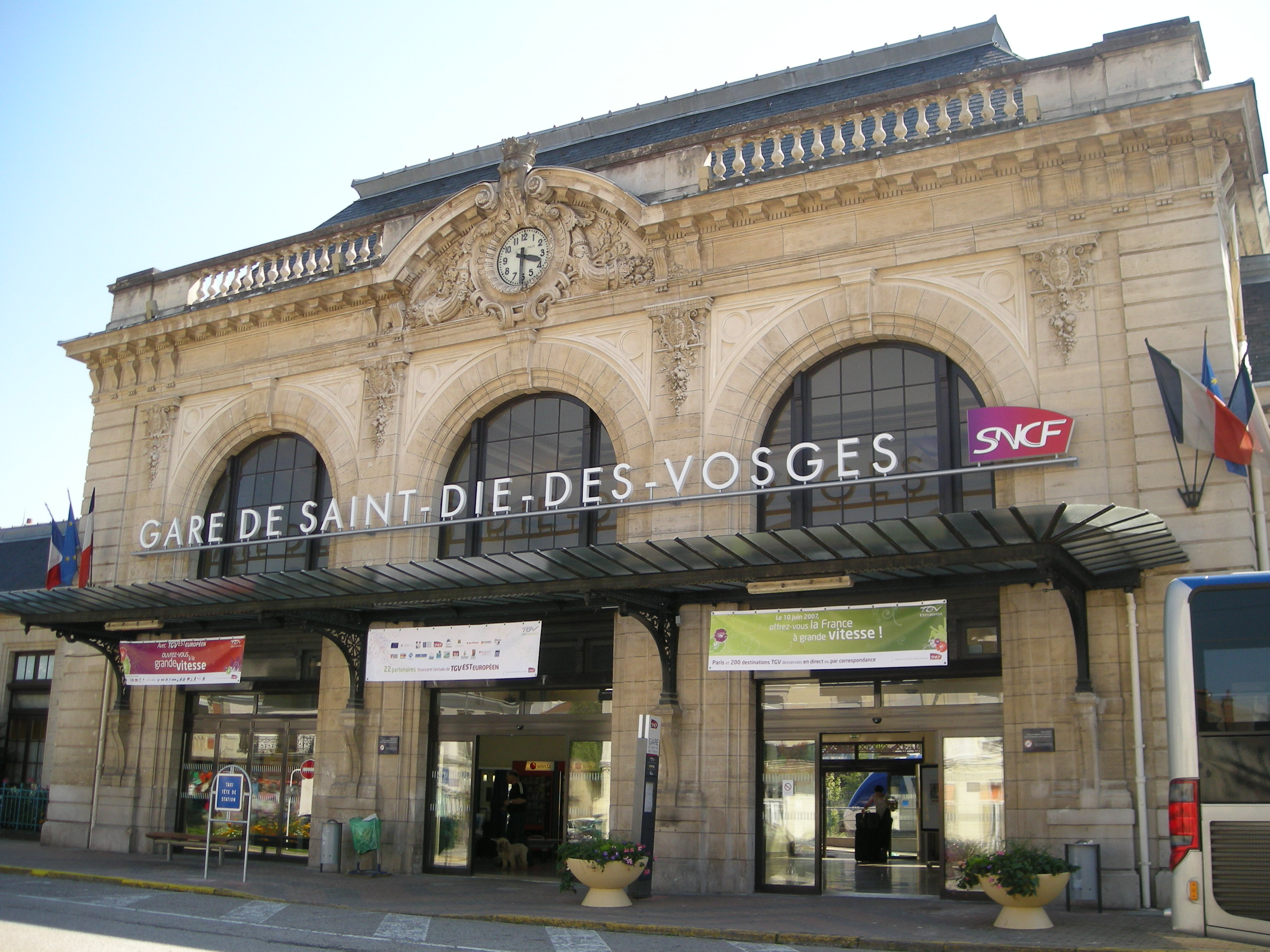
Gare de Saint-Dié-des-Vosges.

- D415 vers Fraize[16].
- D31a vers Corcieux-Vanémont.

#### Transports en commun
- Fluo Grand Est.

#### Lignes SNCF
- Gare de Saint-Dié.
- Gare de Raves - Ban-de-Laveline.

## Urbanisme

### Typologie
Au 1er janvier 2024, Saint-Léonard est catégorisée commune rurale à habitat dispersé, selon la nouvelle grille communale de densité à sept niveaux définie par l'Insee en 2022. Elle appartient à l'unité urbaine de Saint-Dié-des-Vosges, une agglomération intra-départementale regroupant 16  communes, dont elle est une commune de la banlieue,,. Par ailleurs la commune fait partie de l'aire d'attraction de Saint-Dié-des-Vosges, dont elle est une commune de la couronne,. Cette aire, qui regroupe 47 communes, est catégorisée dans les aires de 50 000 à moins de 200 000 habitants,.

### Occupation des sols
L'occupation des sols de la commune, telle qu'elle ressort de la base de données européenne d’occupation biophysique des sols Corine Land Cover (CLC), est marquée par l'importance des forêts et milieux semi-naturels (64,4 % en 2018), en diminution par rapport à 1990 (65,3 %). La répartition détaillée en 2018 est la suivante : forêts (64,4 %), prairies (17,6 %), terres arables (7,7 %), zones urbanisées (5,3 %), zones agricoles hétérogènes (5 %). L'évolution de l’occupation des sols de la commune et de ses infrastructures peut être observée sur les différentes représentations cartographiques du territoire : la carte de Cassini (XVIIIe siècle), la carte d'état-major (1820-1866) et les cartes ou photos aériennes de l'IGN pour la période actuelle (1950 à aujourd'hui).

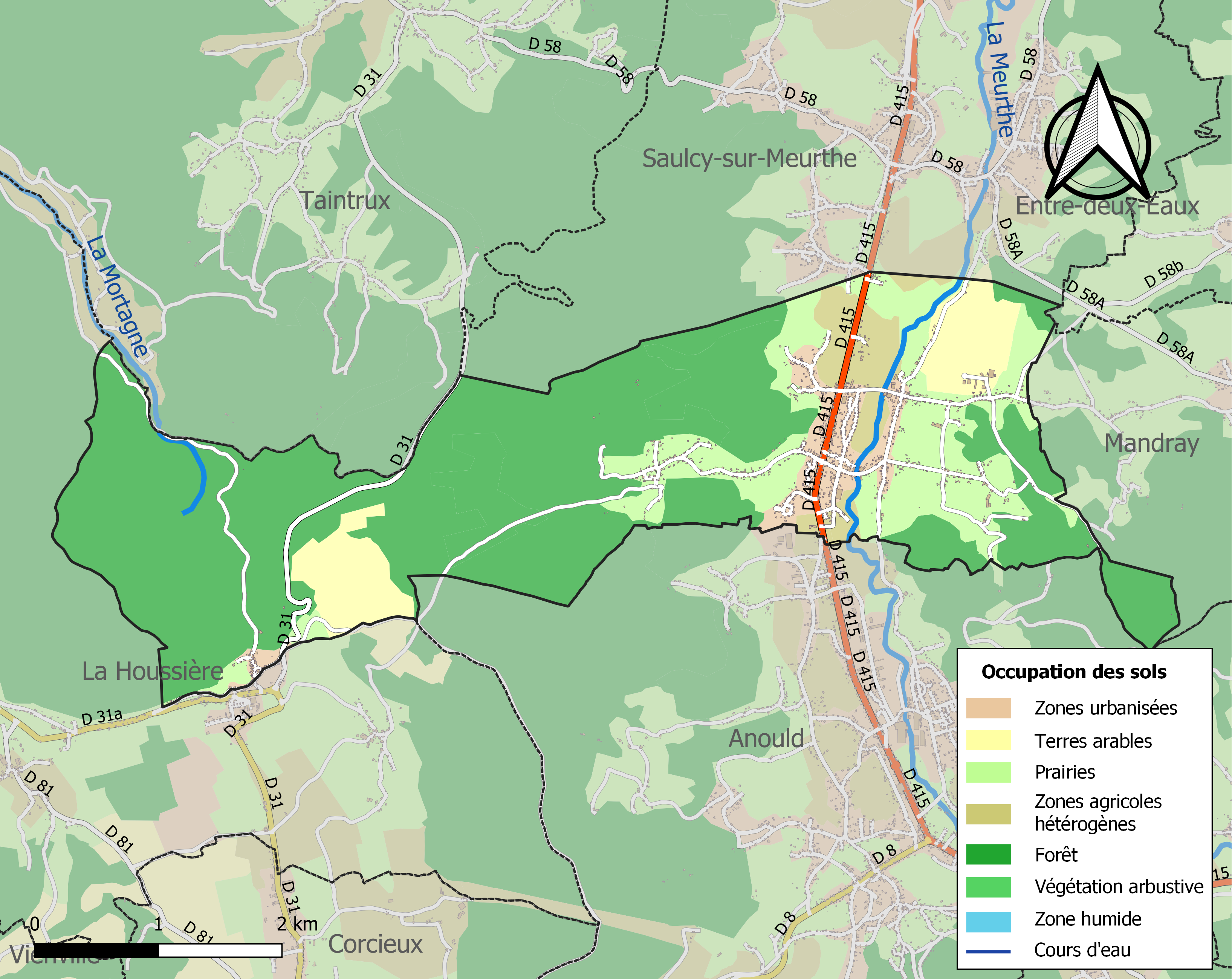
Carte des infrastructures et de l'occupation des sols de la commune en 2018 (CLC).

## Toponymie
Le nom de la localité est attesté sous les formes Saint Lynart (1290) ; Saint Lyenart (1303) ; Ze Sante Leonharde bi San Deodat (1309) ; Saint Lienart (1318) ; Sainc Linart (1370) ; Saint Lienaird (1378) ; Templum de Sancto Leonardo (XIVe siècle) ; Saint Lignard ou val de Saint-Diey (1433) ; Sainct Leonard (1594) ; S. Lyenard (1633) ; Saint Lienard (1648) ; S. Leonnard (1711) ; Léonardmont (an II).
Au cours de la Révolution française, la commune porte le nom de Léonardmont (3 nivôse de l'an II).
Saint-Léonard est un hagiotoponyme qui trouve son origine auprès d'un moine, au VIIe siècle, qui construisit son ermitage sur les bords de la Meurthe.

## Histoire
Le village a été fondé au VIIe siècle par un disciple de saint Déodat.
La commune a été décorée le 22 octobre 1921 de la croix de guerre 1914-1918 et le 11 novembre 1948, de la Croix de guerre 1939-1945.
Dynamité par les Allemands le 10 novembre 1944, le village a été reconstruit sur un modèle plus aéré.

## Politique et administration

### Budget et fiscalité 2022

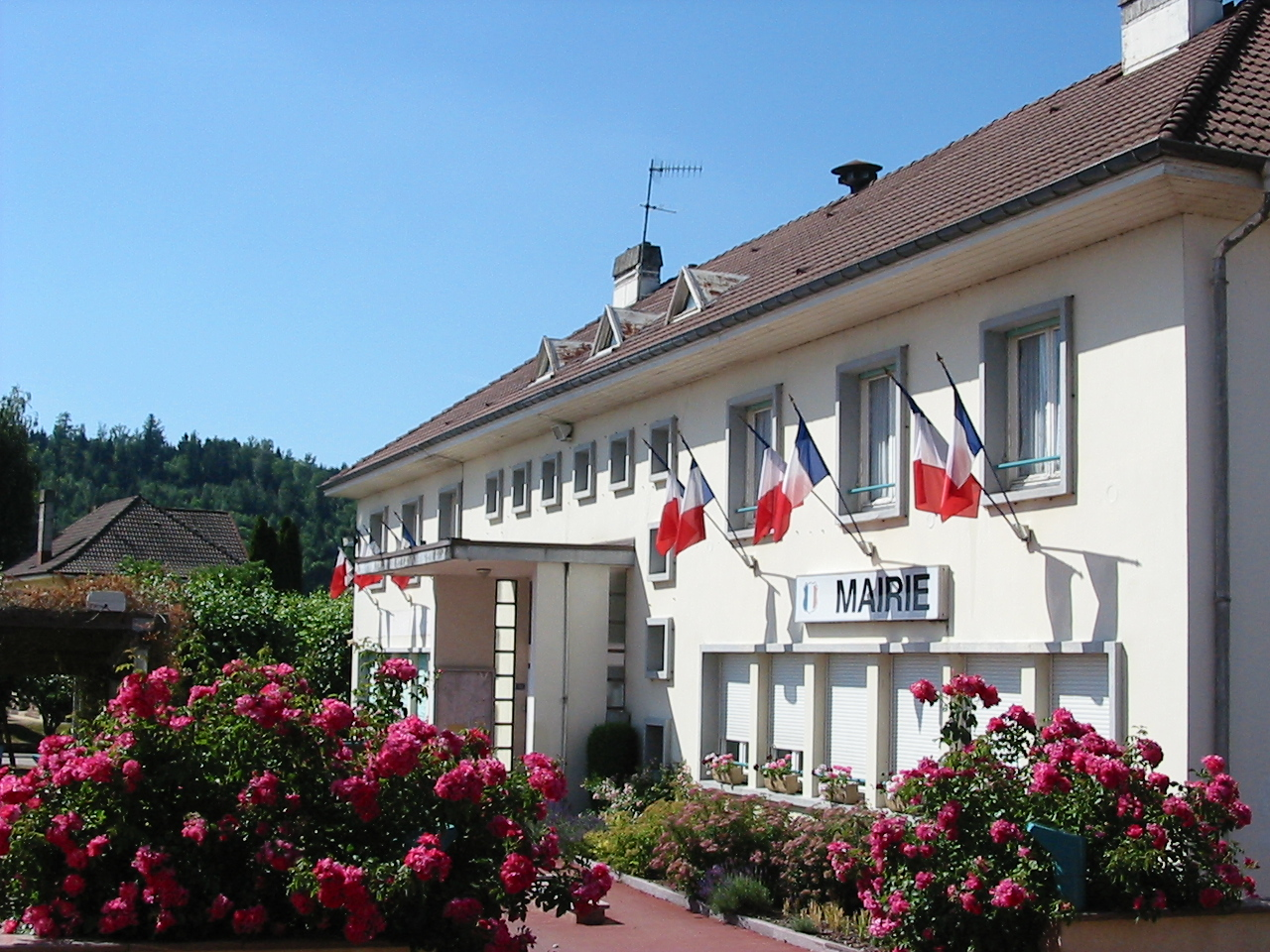
La mairie.

En 2022, le budget de la commune était constitué ainsi :
- total des produits de fonctionnement : 1 304 000 €, soit 950 € par habitant ;
- total des charges de fonctionnement : 1 249 000 €, soit 909 € par habitant ;
- total des ressources d'investissement : 418 000 €, soit 304 € par habitant ;
- total des emplois d'investissement : 431 000 €, soit 314 € par habitant ;
- endettement : 283 000 €, soit 206 € par habitant.

Avec les taux de fiscalité suivants :
- taxe d'habitation : 20,89 % ;
- taxe foncière sur les propriétés bâties : 38,85 % ;
- taxe foncière sur les propriétés non bâties : 21,87 % ;
- taxe additionnelle à la taxe foncière sur les propriétés non bâties : 0,00 % ;
- cotisation foncière des entreprises : 0,00 %.

Chiffres clés Revenus et pauvreté des ménages en 2021 : médiane en 2021 du revenu disponible, par unité de consommation : 21 440 €.

### Liste des maires
| Période                                  | Période      | Identité                   | Étiquette | Qualité                                                 |
| ---------------------------------------- | ------------ | -------------------------- | --------- | ------------------------------------------------------- |
| Les données manquantes sont à compléter. |              |                            |           |                                                         |
| 1953                                     | 1959         | Robert Colin (1913-2007)   |           | Enseignant                                              |
|                                          | 1973         | Raymond Ferry (1904-1987)  |           |                                                         |
| 1973                                     |              | Duby                       |           |                                                         |
|                                          |              | Alphonse Janel (1915-1996) |           |                                                         |
| mars 1983                                | juin 1995    | Pierre Duloisy (1932-2016) |           | Agent SNCF                                              |
| juin 1995                                | avril 2008   | Jacky Choserot (1948-2008) |           | Enseignant, décédé au cours de son 3e mandat            |
| juin 2008                                | juillet 2023 | Marc Madeddu               |           | Dessinateur industriel, démissionnaire de son 3e mandat |
| juillet 2023                             | En cours     | Catherine Mathieu          |           |                                                         |

## Démographie
L'évolution du nombre d'habitants est connue à travers les recensements de la population effectués dans la commune depuis 1793. Pour les communes de moins de 10 000 habitants, une enquête de recensement portant sur toute la population est réalisée tous les cinq ans, les populations de référence des années intermédiaires étant quant à elles estimées par interpolation ou extrapolation. Pour la commune, le premier recensement exhaustif entrant dans le cadre du nouveau dispositif a été réalisé en 2007.

En 2022, la commune comptait 1 379 habitants, en évolution de +1,77 % par rapport à 2016 (Vosges : −2,96 %, France hors Mayotte : +2,11 %).
| 1793 | 1800 | 1806 | 1821 | 1831 | 1836 | 1841  | 1846  | 1856 |
| ---- | ---- | ---- | ---- | ---- | ---- | ----- | ----- | ---- |
| 589  | 496  | 599  | 916  | 919  | 991  | 1 040 | 1 047 | 951  |

| 1861 | 1866  | 1876  | 1881  | 1886  | 1891  | 1896  | 1901  | 1906  |
| ---- | ----- | ----- | ----- | ----- | ----- | ----- | ----- | ----- |
| 967  | 1 020 | 1 290 | 1 274 | 1 215 | 1 239 | 1 142 | 1 210 | 1 298 |

| 1911  | 1921  | 1926  | 1931  | 1936 | 1946 | 1954 | 1962 | 1968  |
| ----- | ----- | ----- | ----- | ---- | ---- | ---- | ---- | ----- |
| 1 239 | 1 042 | 1 045 | 1 016 | 971  | 561  | 861  | 990  | 1 036 |

| 1975  | 1982  | 1990  | 1999  | 2006  | 2007  | 2012  | 2017  | 2022  |
| ----- | ----- | ----- | ----- | ----- | ----- | ----- | ----- | ----- |
| 1 190 | 1 220 | 1 210 | 1 220 | 1 358 | 1 377 | 1 358 | 1 355 | 1 379 |

## Culture locale et patrimoine

### Lieux et monuments

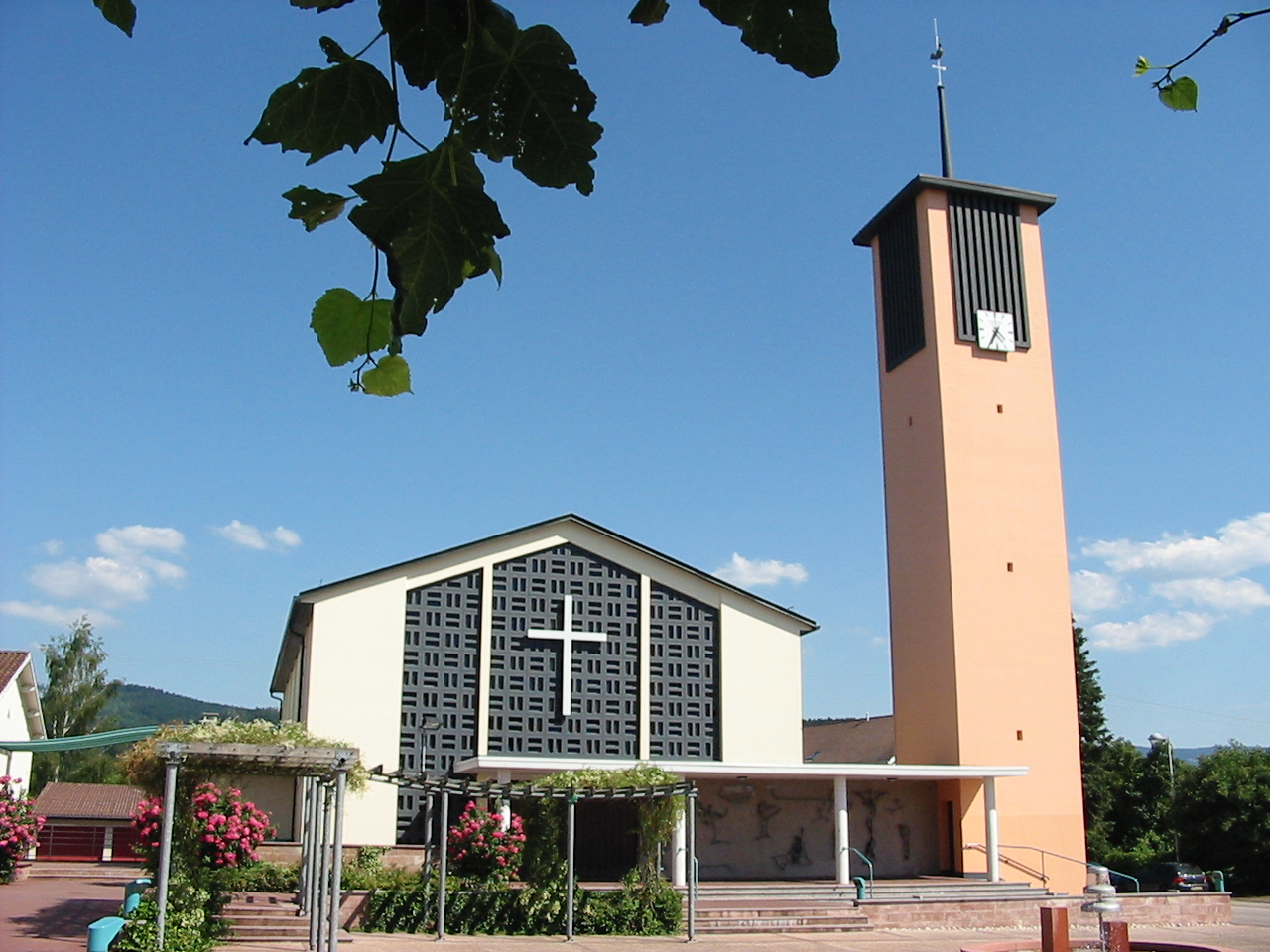
L'église Saints-Pierre-et-Léonard.
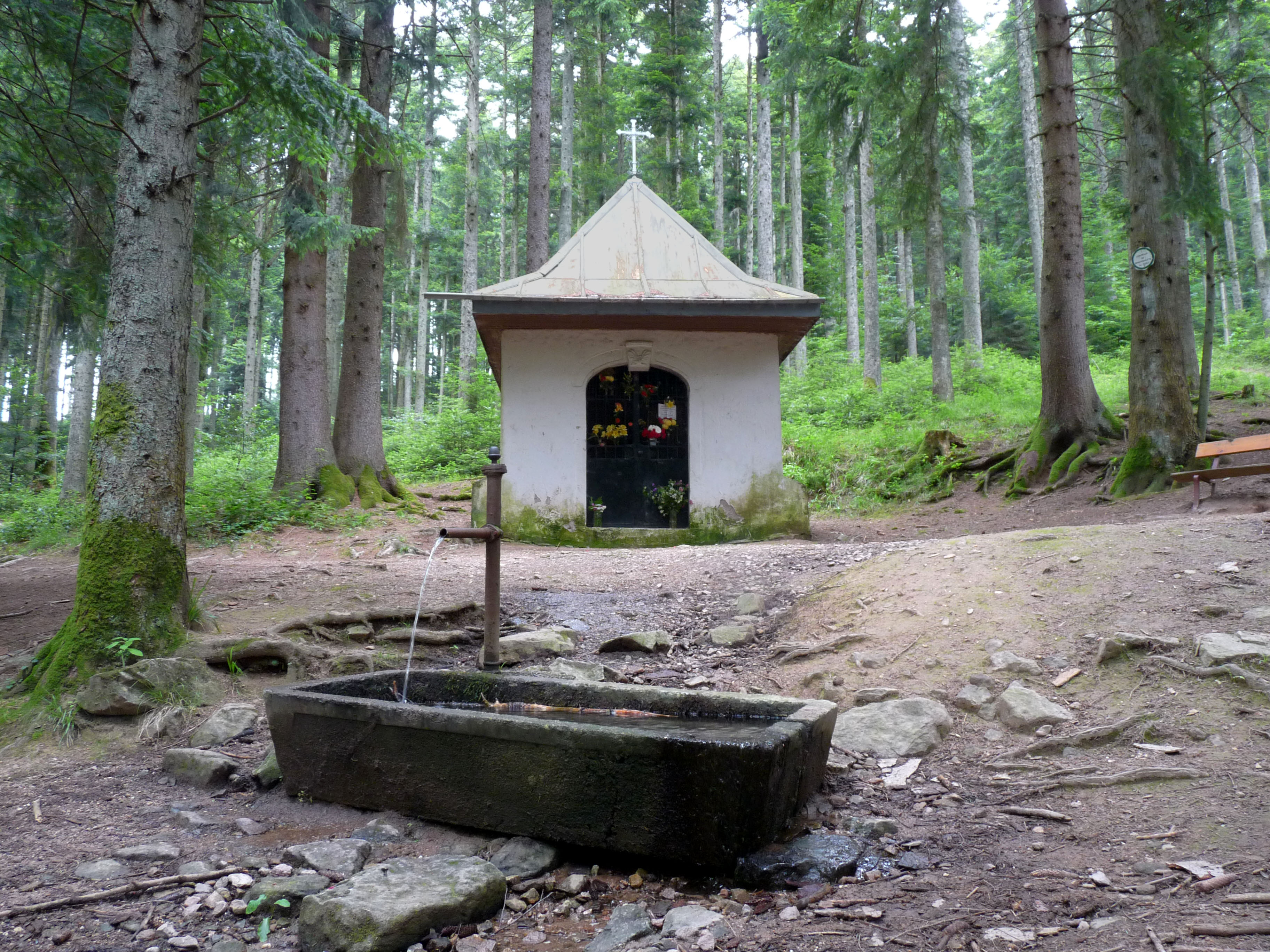
Chapelle de Montégoutte.
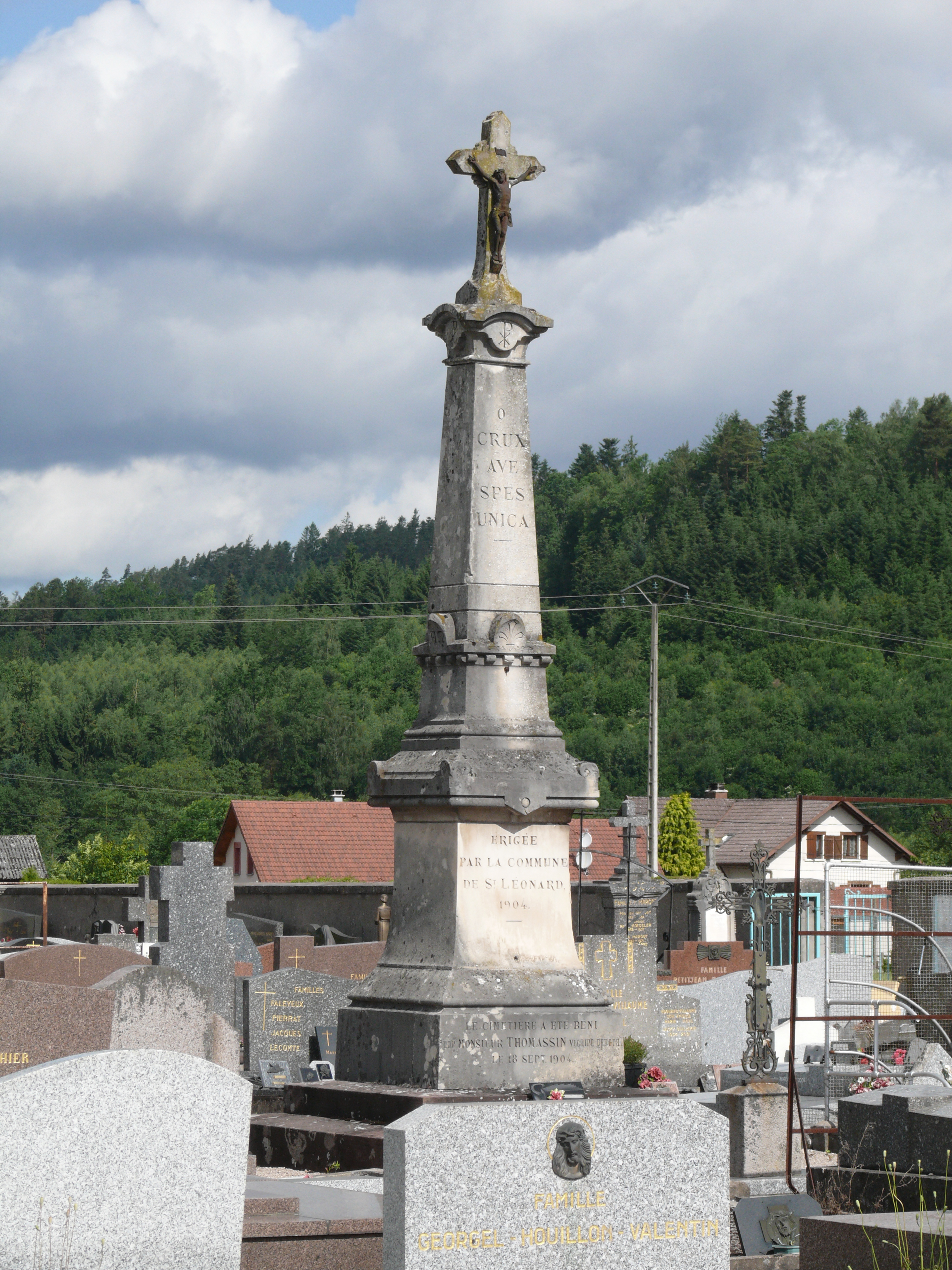
Monument aux morts.
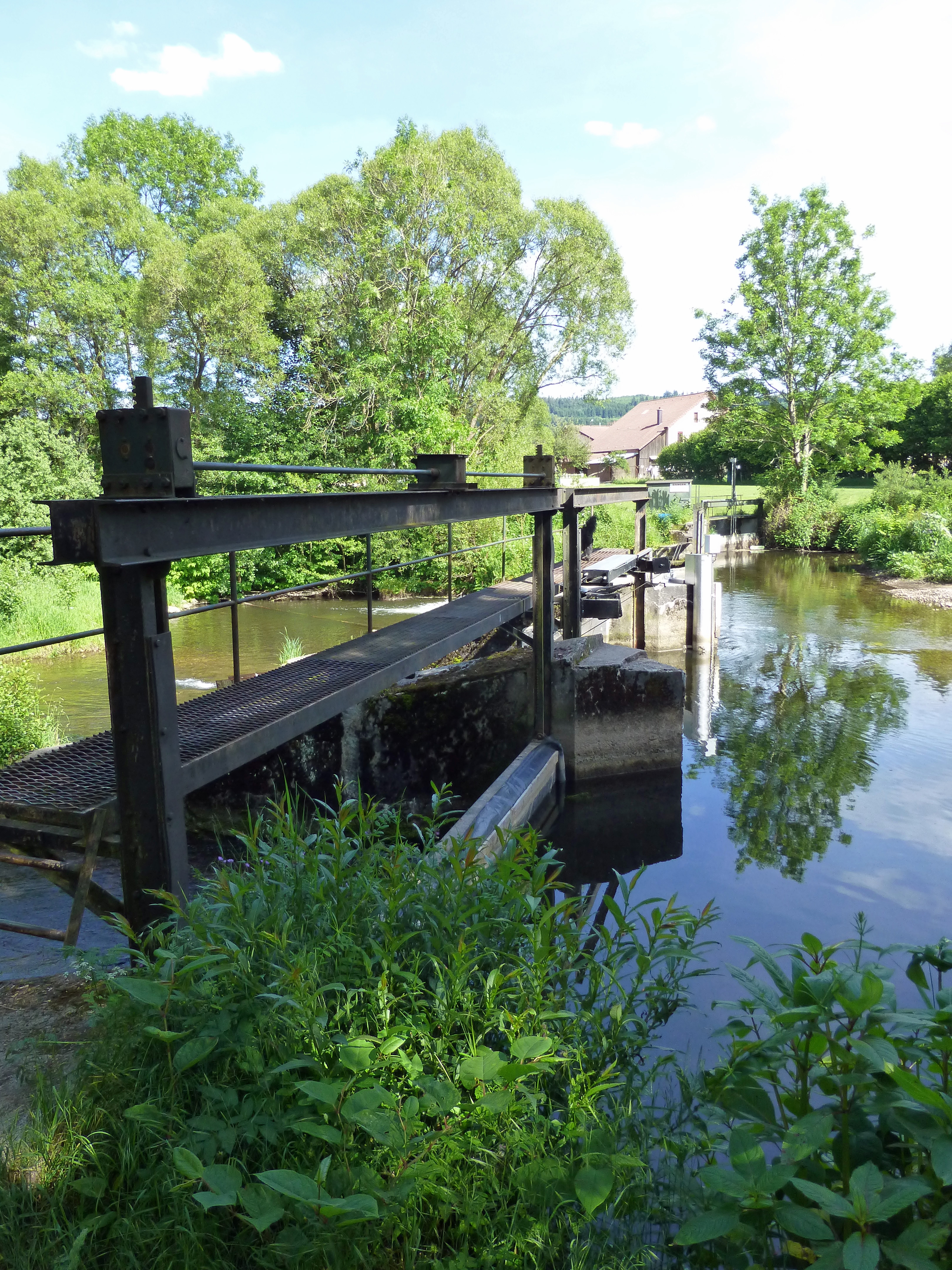
Étang de Saint-Léonard.

- Église Saints-Pierre-et-Léonard du XXe siècle. L'ancienne église, surmontée d'un clocher à bulbe, a été totalement détruite à l'automne 1944. L'orgue a été réalisé en 1965 par Roethinger[34].

La cloche de l'église, de 1714.
La fresque en fer forgé de la Passion du Christ.
- Les P'tits Gras, groupe de cinq statues inauguré le 9 octobre 1999. L'auteur, Emmanuel Perrin, les a dédiées à Étienne-Jules Marey[37].
- La chapelle de Montégoutte[38].

- Le monument aux morts. Conflits commémorés : Guerres 1914-1918 - 1939-1945 - AFN-Algérie (1954-1962)[39].
- Patrimoine architectural rural recensé par le service de l'Inventaire général du patrimoine culturel : Maisons et fermes[40].

### Animation
- Saint-Léon’Art Expression, association culturelle organisant spectacles, expositions et manifestations[41].

## Pour approfondir